# Trichilia martineaui
Trichilia martineaui är en tvåhjärtbladig växtart som beskrevs av Aubrev. & Pellegr.. Trichilia martineaui ingår i släktet Trichilia och familjen Meliaceae. Inga underarter finns listade i Catalogue of Life.